# Redcar
Redcar è una città di 37 073 abitanti della contea del North Yorkshire, in Inghilterra.
Le sue coste sono il principale luogo di ritrovo dei fossili di Gryphaea, comunemente noti come unghie del diavolo.
Qui si trova anche il Collegio di Redcar.